# 條碼給藥系統
條碼給藥系統（Bar Code Medication Administration）簡稱BCMA，是在醫療產業中配合給藥的條碼系統，可以預防給藥錯誤，提昇給藥的品質及安全性。條碼給藥系統的整體目標是提昇給藥的準確性、預防失誤、並且可以記錄給藥資訊。
條碼給藥系統包括條碼掃描器，有無線通訊的可攜式電腦或是桌上型電腦、電腦伺服器以及軟體。當護理人員將藥給住院病人時，可以掃描病人手腕腕帶上的條碼，確認是正確的病人，接著可以掃描藥袋上的條碼，護理人員及軟體可以確認是在正確時間、以正確劑量、正確給藥方式提供的正確藥品（5 rights）。條碼給藥系統設計的目的是在協助護理人員確認給藥的正確性，系統無法取代護理人員的專業知識及專業判斷。
條碼給藥系統是於1995年在美國堪薩斯州托皮卡的Colmery-O'Neil退伍军人医疗中心開始實行，此系統是因護理人員看到租車系統中使用條碼，引發靈感而導入。美國退伍軍人事務部在1999年至2001年之間將此系統推廣到161個醫療機構。Cummings等人為了減少醫療失誤，建議醫院導入條碼給藥系統，他們也建議醫院在等待導入RFID系統前先導入此一系統，不過也提到要導入此一系統需要仔細的計劃，以及在工作模式上的深度調整。